# Inishturk
Inishturk är en ö i republiken Irland.   Den ligger i grevskapet County Galway och provinsen Connacht, i den nordvästra delen av landet, 260 km väster om huvudstaden Dublin. Arean är 7,0 kvadratkilometer.
Terrängen på Inishturk är platt. Öns högsta punkt är 179 meter över havet. Den sträcker sig 3,0 kilometer i nord-sydlig riktning, och 4,1 kilometer i öst-västlig riktning.